# Campionati europei di canottaggio 2012 - 2 di coppia maschile
Il 2 di coppia maschile dei Campionati europei di canottaggio 2012 si è svolto tra il 14 e il 16 settembre 2012. Hanno partecipato 17 equipaggi.

## Formato
Nel primo turno, i primi due classificati di ogni batteria si sono qualificati alle semifinali, mentre gli altri si sono affrontati nei ripescaggi che ha qualificato altri sei equipaggi, tre per batteria. Gli equipaggi eliminati al ripescaggio hanno gareggiato nella finale C per i piazzamenti.
I primi tre classificati di ogni semifinale si sono qualificati per la finale A, gli altri hanno partecipato alla finale B.

## Programma
| Data              | Ora (UTC+2) | Turno                   |
| ----------------- | ----------- | ----------------------- |
| 14 settembre 2012 | 10:18 15:00 | Batterie Ripescaggi     |
| 15 settembre 2012 | 9:04 10:32  | Finale C Semifinali A/B |
| 16 settembre 2012 | 9:47 11:47  | Finale B Finale A       |

## Risultati

### Batterie
| Pos. | Atleti                             | Nazione   | Tempo   | Note |
| ---- | ---------------------------------- | --------- | ------- | ---- |
| 1    | Rolandas Maščinskas Saulius Ritter | Lituania  | 6'19"97 | Q    |
| 2    | Nils Jakob Hoff Kjetil Borch       | Norvegia  | 6'21"14 | Q    |
| 3    | Konrad Wasielewski Wiktor Chabel   | Polonia   | 6'30"10 | R    |
| 4    | Bram Dubois Hannes Obreno          | Belgio    | 6'33"36 | R    |
| 5    | Juho Karppinen Robert Ven          | Finlandia | 6'34"84 | R    |
| 6    | Mārtiņš Ļabis Lauris Šīre          | Lettonia  | 6'38"49 | R    |

| Pos. | Atleti                                | Nazione   | Tempo   | Note |
| ---- | ------------------------------------- | --------- | ------- | ---- |
| 1    | Alessio Sartori Romano Battisti       | Italia    | 6'18"92 | Q    |
| 2    | Artem Morozov Dmytro Michaj           | Ucraina   | 6'20"13 | Q    |
| 3    | Marko Marjanović Aleksandar Filipović | Serbia    | 6'21"51 | R    |
| 4    | Sten-Erik Anderson Kaur Kuslap        | Estonia   | 6'22"49 | R    |
| 5    | Lasha Khizanishvili Kakha Kandelaki   | Georgia   | 6'49"67 | R    |
| 6    | Jens Olav Dahlgaard Frank Steffensen  | Danimarca | 6'56"46 | R    |

| Pos. | Atleti                                  | Nazione   | Tempo   | Note |
| ---- | --------------------------------------- | --------- | ------- | ---- |
| 1    | Martin Sinković Valent Sinković         | Croazia   | 6'23"09 | Q    |
| 2    | Jean-Baptiste Macquet Dorian Mortelette | Francia   | 6'25"72 | Q    |
| 3    | Dmitrij Chmyl'nin Denis Pribyl'         | Russia    | 6'25"76 | R    |
| 4    | Petr Ouředníček Petr Vitásek            | Rep. Ceca | 6'37"33 | R    |
| 5    | Martin Wolf Camillo Franek              | Austria   | 6'38"45 | R    |

### Ripescaggi
| Pos. | Atleti                               | Nazione   | Tempo   | Note |
| ---- | ------------------------------------ | --------- | ------- | ---- |
| 1    | Konrad Wasielewski Wiktor Chabel     | Polonia   | 6'18"70 | Q    |
| 2    | Sten-Erik Anderson Kaur Kuslap       | Estonia   | 6'20"28 | Q    |
| 3    | Dmitrij Chmyl'nin Denis Pribyl'      | Russia    | 6'22"85 | Q    |
| 4    | Martin Wolf Camillo Franek           | Austria   | 6'26"26 |      |
| 5    | Jens Olav Dahlgaard Frank Steffensen | Danimarca | 6'27"71 |      |
| 6    | Mārtiņš Ļabis Lauris Šīre            | Lettonia  | 6'40"90 |      |

| Pos. | Atleti                                | Nazione   | Tempo   | Note |
| ---- | ------------------------------------- | --------- | ------- | ---- |
| 1    | Petr Ouředníček Petr Vitásek          | Rep. Ceca | 6'21"96 | Q    |
| 2    | Bram Dubois Hannes Obreno             | Belgio    | 6'22"86 | Q    |
| 3    | Marko Marjanović Aleksandar Filipović | Serbia    | 6'23"48 | Q    |
| 4    | Juho Karppinen Robert Ven             | Finlandia | 6'26"06 |      |
| 5    | Lasha Khizanishvili Kakha Kandelaki   | Georgia   | 6'51"05 |      |

### Semifinali A/B
| Pos. | Atleti                                  | Nazione   | Tempo   | Note |
| ---- | --------------------------------------- | --------- | ------- | ---- |
| 1    | Alessio Sartori Romano Battisti         | Italia    | 6'13"87 | Q    |
| 2    | Rolandas Maščinskas Saulius Ritter      | Lituania  | 6'14"76 | Q    |
| 3    | Marko Marjanović Aleksandar Filipović   | Serbia    | 6'17"15 | Q    |
| 4    | Petr Ouředníček Petr Vitásek            | Rep. Ceca | 6'18"84 |      |
| 5    | Sten-Erik Anderson Kaur Kuslap          | Estonia   | 6'19"84 |      |
| 6    | Jean-Baptiste Macquet Dorian Mortelette | Francia   | 6'31"38 |      |

| Pos. | Atleti                           | Nazione  | Tempo   | Note |
| ---- | -------------------------------- | -------- | ------- | ---- |
| 1    | Martin Sinković Valent Sinković  | Croazia  | 6'14"91 | Q    |
| 2    | Nils Jakob Hoff Kjetil Borch     | Norvegia | 6'16"55 | Q    |
| 3    | Konrad Wasielewski Wiktor Chabel | Polonia  | 6'16"95 | Q    |
| 4    | Artem Morozov Dmytro Michaj      | Ucraina  | 6'17"24 |      |
| 5    | Dmitrij Chmyl'nin Denis Pribyl'  | Russia   | 6'22"14 |      |
| 6    | Bram Dubois Hannes Obreno        | Belgio   | 6'23"44 |      |

### Finali
| Pos. | Atleti                               | Nazione   | Tempo   | Note |
| ---- | ------------------------------------ | --------- | ------- | ---- |
| 1    | Martin Wolf Camillo Franek           | Austria   | 6'33"68 |      |
| 2    | Juho Karppinen Robert Ven            | Finlandia | 6'34"79 |      |
| 3    | Mārtiņš Ļabis Lauris Šīre            | Lettonia  | 6'39"43 |      |
| 4    | Jens Olav Dahlgaard Frank Steffensen | Danimarca | 6'40"20 |      |
| 5    | Lasha Khizanishvili Kakha Kandelaki  | Georgia   | 6'55"66 |      |

| Pos. | Atleti                                  | Nazione   | Tempo   | Note |
| ---- | --------------------------------------- | --------- | ------- | ---- |
| 1    | Dmitrij Chmyl'nin Denis Pribyl'         | Russia    | 6'25"11 |      |
| 2    | Artem Morozov Dmytro Michaj             | Ucraina   | 6'25"27 |      |
| 3    | Sten-Erik Anderson Kaur Kuslap          | Estonia   | 6'26"50 |      |
| 4    | Bram Dubois Hannes Obreno               | Belgio    | 6'28"34 |      |
| 5    | Petr Ouředníček Petr Vitásek            | Rep. Ceca | 6'30"13 |      |
| 6    | Jean-Baptiste Macquet Dorian Mortelette | Francia   | 6'40"19 |      |

| Pos.    | Atleti                                | Nazione  | Tempo   | Note |
| ------- | ------------------------------------- | -------- | ------- | ---- |
| Oro     | Martin Sinković Valent Sinković       | Croazia  | 6'14"25 |      |
| Argento | Alessio Sartori Romano Battisti       | Italia   | 6'15"17 |      |
| Bronzo  | Nils Jakob Hoff Kjetil Borch          | Norvegia | 6'17"78 |      |
| 4       | Rolandas Maščinskas Saulius Ritter    | Lituania | 6'19"15 |      |
| 5       | Marko Marjanović Aleksandar Filipović | Serbia   | 6'19"26 |      |
| 6       | Konrad Wasielewski Wiktor Chabel      | Polonia  | 6'28"58 |      |